# Itti-Marduk-balatu
Pour les articles homonymes, voir Marduk (homonymie).
Itti-Marduk-balatu (en akkadien : ), mort entre 1133 et 1128 av. J.-C., est un roi de Babylone appartenant à la Seconde dynastie d'Isin, qui règne à l'époque de la Babylonie post-kassite d'environ 1140 à 1133 av. J.-C..

## Biographie
Il est le fils du roi fondateur Marduk-kabit-ahheshu et le deuxième souverain de la Seconde dynastie d'Isin.
Il est le premier de la dynastie dont il soit clair qu'il se déclara comme héritier de la dynastie kassite de Babylone. Il est possible qu'il ait réussi à s'emparer de la ville et qu'il soit donc le premier dirigeant à diriger depuis cette ville.
Une inscription lui donne des titres insolites, comme šar šarr[i] (roi des rois), migir il[ῑ], (favori des dieux), et šakkanak bāb[ili] (vice-roi de Babylone), et comporte l'épithète de nibītu (élu, d'Anum et de Dagan) dans son titre royal.
Comme son père avant lui, il fait des incursions en Assyrie. Ses ennemis, les Élamites, sous leur roi Shilhak-Inshushinak, le frère de Kutir-Nahhunte III, attaquent son royaume et entrent à plusieurs reprises en Mésopotamie jusqu'au Tigre et jusqu'à Nuzi au nord.

## Famille

### Mariage et enfants
De son mariage avec une femme inconnue, il eut peut-être selon certaines sources :
- Une fille

## Galerie

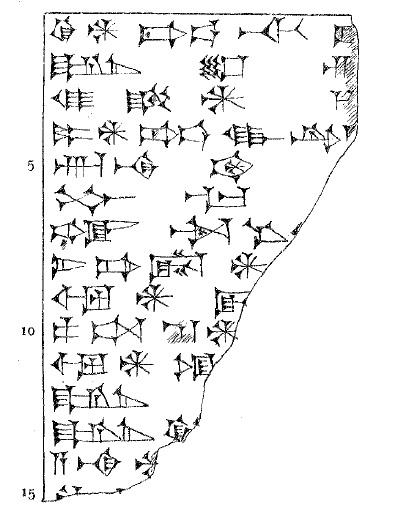
Dessin de l'inscription en pierre d'Itti-Marduk-balāṭu avec un titre élaboré